# Cristina Simion
Cristina Simion, née Negru le 20 novembre 1991, est une coureuse de fond roumaine. Elle est championne du monde de course en montagne longue distance 2019 et championne des Balkans 2017 de 5 000 m.

## Biographie
Cristina se révèle en 2008 en remportant la médaille de bronze sur le 1 500 mètres aux championnats des Balkans espoirs d'athlétisme à Bar.
Elle s'essaie également à la course en montagne en 2010. Elle termine onzième junior des championnats d'Europe à Sapareva Banya et remporte le bronze par équipe avec la championne junior Denisa Dragomir. Aux championnats du monde à Kamnik, elle termine cinquième junior et décroche la médaille d'argent par équipes également avec Denisa Dragomir.
Le 16 juillet 2017, elle devient championne des Balkans de 5 000 m à Novi Pazar avec un temps de 16 min 36 s 98. Le 10 décembre, elle termine seizième des championnats d'Europe de cross-country et remporte l'argent par équipes.
Le 13 janvier 2018, elle participe au Great Edinburgh Cross Country. Elle termine quatorzième et remporte la victoire par équipes pour l'Europe. Le 20 mai, elle court 33 min 20 s 97 lors de la Coupe d'Europe du 10 000 m à Londres et se classe 29e. Le 20 juillet à Stara Zagora, elle remporte la médaille d'argent sur 3 000 m aux Championnats des Balkans d'athlétisme en 9 min 31 s 69. Elle se remet à la course en montagne en prenant part aux championnats de Roumanie de course en montagne le 4 août où elle devient vice-championne derrière Denisa Dragomir.
Le 17 août 2019, elle termine troisième des championnats de Roumanie de course en montagne longue distance. Elle est ainsi sélectionnée pour les championnats du monde de course en montagne longue distance. Elle prend confiance grâce à sa victoire sur le Bunloc Trail au Festival Sport Montan Săcele le 20 octobre. Le 16 novembre, elle prend un départ prudent sur la course des championnats du monde à Villa La Angostura. Elle revient sur le duo de tête composé d'Adeline Roche et Blandine L'Hirondel à mi-parcours. Elle parvient à doubler les Françaises puis file vers la victoire en terminant avec près de deux minutes d'avance sur Adeline. Elle remporte le titre 2019 à la surprise générale. Elle remporte également la médaille de bronze par équipes.
Après huit mois passés à seulement s'entraîner lors de la pandémie de Covid-19, elle démontre qu'elle est restée en forme et décroche son premier titre national de course en montagne le 4 octobre. Elle se présente confiante aux championnats des Balkans de course en montagne à Poiana Brașov le 24 octobre. Elle domine la course et s'impose facilement avec plus d'une minute d'avance sur sa compatriote Monica Madalina Florea, remportant son premier titre de championne des Balkans de course en montagne. Avec Andreea Alina Piscu qui complète le podium, elle s'impose également au classement par équipes.

## Palmarès

### Piste
| Année | Compétition                           | Lieu         | Place | Épreuve  | Temps          |
| ----- | ------------------------------------- | ------------ | ----- | -------- | -------------- |
| 2017  | Championnats des Balkans d'athlétisme | Novi Pazar   | 1re   | 5 000 m  | 16 min 39 s 68 |
| 2018  | Championnats des Balkans d'athlétisme | Stara Zagora | 2e    | 3 000 m  | 9 min 31 s 69  |
| 2018  | Championnats de Roumanie d'athlétisme | Pitești      | 1re   | 10 000 m | 35 min 37 s 83 |
| 2019  | Championnats de Roumanie d'athlétisme | Pitești      | 1re   | 10 000 m | 37 min 45 s 23 |

### Cross
| Année | Compétition                               | Lieu    | Place | Épreuve       | Temps       |
| ----- | ----------------------------------------- | ------- | ----- | ------------- | ----------- |
| 2015  | Championnats des Balkans de cross-country | Vrbovec | 3e    | Cross-country | 27 min 55 s |

### Course en montagne
| no   | féminin       | Course                                                         | Longueur | Départ           | Temps           |
| ---- | ------------- | -------------------------------------------------------------- | -------- | ---------------- | --------------- |
| 41e  | Médaille d'or | Championnats du monde de course en montagne longue distance    | 41,5 km  | 26 novembre 2019 | 3 h 49 min 57 s |
| 1re  | Médaille d'or | Championnats de Roumanie de course en montagne courte distance | 12 km    | 4 octobre 2020   | 1 h 6 min 37 s  |
| 1re  | Médaille d'or | Championnats des Balkans de course en montagne                 | 12 km    | 24 octobre 2020  | 1 h 6 min 45 s  |
| 109e | 5e            | Sierre-Zinal                                                   | 31 km    | 10 août 2024     | 3 h 7 min 51 s  |

## Records
| Épreuve       | Épreuve       | Performance     | Date             | Lieu         |
| ------------- | ------------- | --------------- | ---------------- | ------------ |
| 1 500 mètres  | Plein air     | 4 min 26 s 88   | 24 mai 2019      | Bucarest     |
| 1 500 mètres  | En salle      | 4 min 32 s 90   | 3 février 2012   | Bucarest     |
| 3 000 mètres  | Plein air     | 9 min 31 s 69   | 20 juillet 2018  | Stara Zagora |
| 3 000 mètres  | En salle      | 9 min 27 s 29   | 1er février 2015 | Bucarest     |
| 5 000 mètres  | 5 000 mètres  | 16 min 26 s 88  | 8 juin 2019      | Cluj-Napoca  |
| 10 000 mètres | 10 000 mètres | 33 min 20 s 97  | 19 mai 2018      | Londres      |
| 10 kilomètres | 10 kilomètres | 34 min 26 s     | 21 avril 2019    | Bucarest     |
| Semi-marathon | Semi-marathon | 1 h 15 min 15 s | 24 mars 2018     | Valence      |